# Jules Van Nuffel

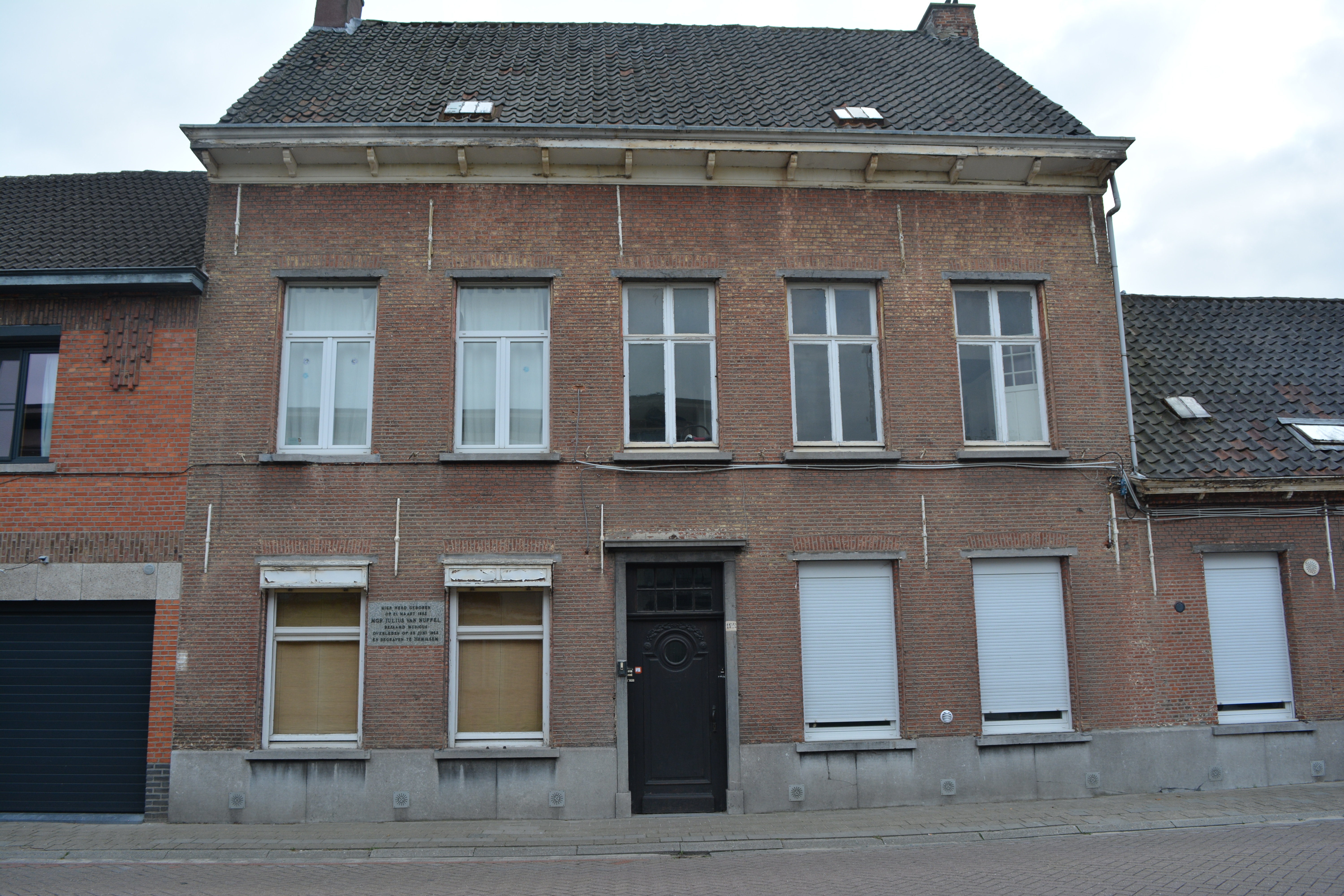
Het geboortehuis van Jules Van Nuffel in Hemiksem

Jules Jozef Paul Maria Van Nuffel (Hemiksem, 21 maart 1883 - Wilrijk, 25 juni 1953) was een Vlaamse priester, koordirigent en componist.
Hij was de zoon van arts Eugeen Pieter Van Nuffel (Eugène Petrus Maria Van Nuffel) en Maria Carolina Joanna Aloisia Vermylen/Vermijlen, die hem en zijn drie broers hun eerste zang- en pianolessen gaven. Tijdens zijn humaniora aan het Klein Seminarie in Mechelen kreeg hij privé-pianolessen van de latere directeur van de Stedelijke Muziekacademie, Cyriel Verelst. Hoewel Van Nuffel later ook nog lessen volgde onder meer bij Edgar Tinel, Oscar Depuydt en Alfons Desmet kreeg hij geen systematische muziekopleiding, en dient hij op muziekgebied te worden beschouwd als een autodidact. In 1907 werd hij priester gewijd door kardinaal Mercier en werd hij leraar Germaanse talen en muziek aan het Mechelse Klein Seminarie.
Hij stichtte in 1916 te Mechelen het Sint-Romboutskoor en werd in 1918 directeur van het Lemmensinstituut, dat onder zijn leiding weer opbloeide; hij stelde nieuwe docenten aan waaronder Flor Peeters en Staf Nees. Zijn compositorische arbeid nam fors toe na zijn aanstelling tot kapelmeester van het Sint-Romboutskoor. De meeste van zijn werken ontstonden dan ook als gelegenheidswerken, geschreven met het vocale potentieel van het toenmalige koor in gedachten.
Hij doceerde ook aan de Katholieke Universiteit Leuven, en lag er mee aan de basis van de oprichting van de afdeling musicologie. In 1918 werd hij directeur van het Interdiocesane Instituut voor Kerkmuziek te Mechelen, acht jaar later werd hij benoemd tot kanunnik aan het metropolitaans [kapittel] te Mechelen, en in 1936 werd Van Nuffel tot geheim kamerheer van de paus bevorderd. De composities (kerkmuziek) van Mgr. Van Nuffel verraden invloeden van Paul Hindemith en Arthur Honegger.
Hij schreef ook artikelen over muziek, met name in Musica Sacra.